# Bakóca
Bakóca là một thị trấn thuộc hạt Baranya, Hungary. Thị trấn này có diện tích 10,65 km², dân số năm 2010 là 275 người, mật độ 26 người/km².